# Technische Universität Kyōto
Die Technische Universität Kyōto (jap. 京都工芸繊維大学, Kyōto kōgei sen’i daigaku, dt. „Universität für Technik, Gestaltung und Faserwissenschaften Kyōto“, engl. Kyoto Institute of Technology, kurz: KIT) ist eine staatliche Universität in Matsugasaki-Hashikamichō, Sakyō-ku, Kyōto (Japan).

## Geschichte
Die Universität wurde 1949 durch den Zusammenschluss der zwei staatlichen Fachschulen gegründet:
- das Technikum Kyōto (京都工業専門学校, Kyōto kōgyō semmon gakkō, gegründet 1902), und
- die Faserfachschule Kyōto (京都繊維専門学校, Kyōto sen’i semmon gakkō, gegründet 1899).

Die Universität wurde mit zwei Fakultäten in den zwei Standorten eröffnet: die Fakultät für Technik und Gestaltung im heutigen Matsugasaki-Campus, und die Fakultät für Faserwissenschaften im Kinugasa-Campus (35° 1′ 27,3″ N, 135° 43′ 29,4″ O). 1968 zog die Fakultät für Faserwissenschaften in den Matsugasaki-Campus um. 2006 wurden die zwei Fakultäten zur Fakultät für Technik, Gestaltung und Naturwissenschaften (jap. 工芸科学部, engl. School of Science and Technology) zusammengelegt.
Die Geschichte der zwei Vorgänger der Universität ist wie folgt:

### Technikum Kyōto

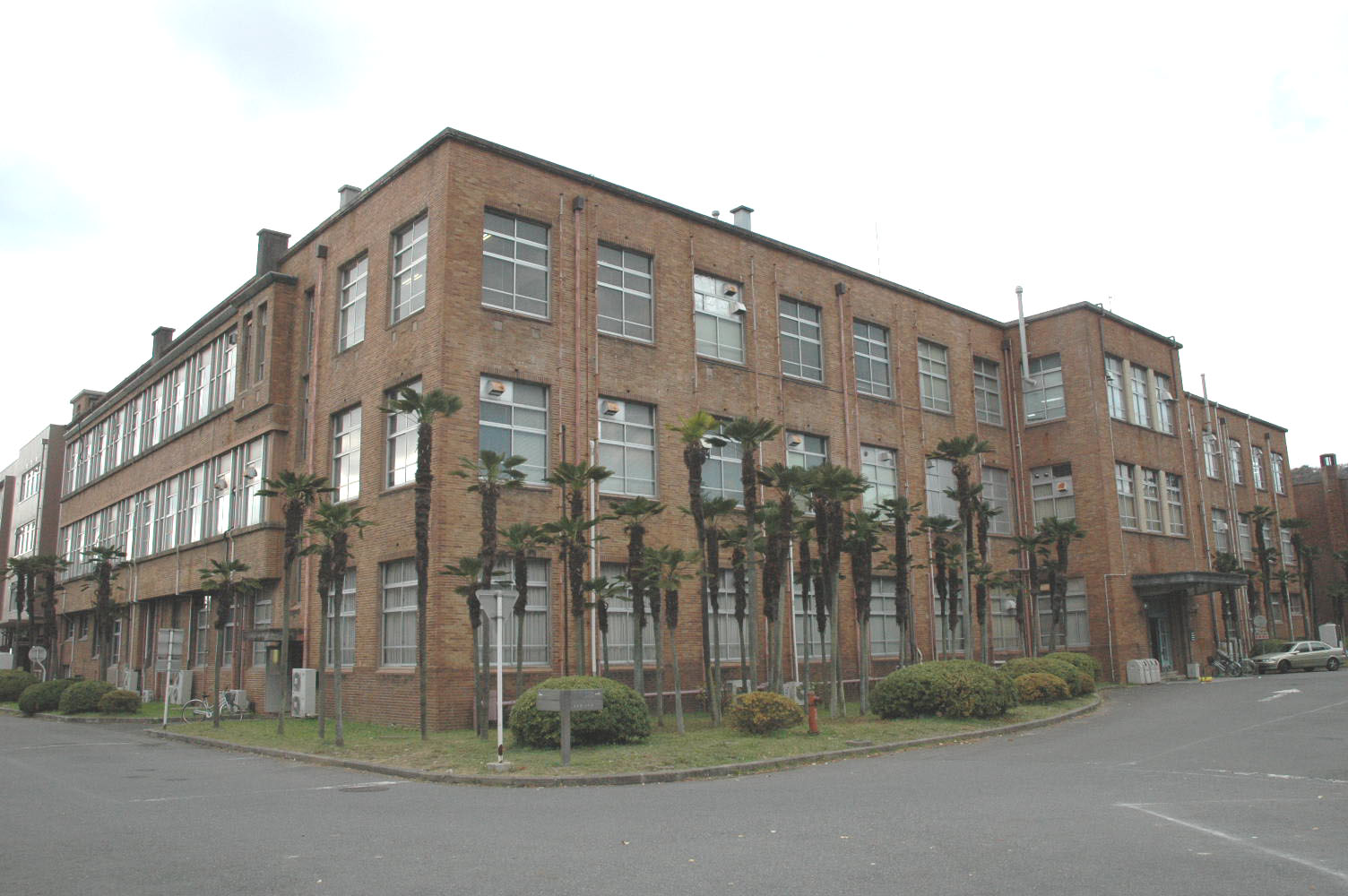
Das ehemalige Hauptgebäude vom Technikum Kyōto, gebaut 1930

Das Technikum Kyōto wurde 1902 als Höhere Schule für Technik und Gestaltung Kyōto (京都高等工芸学校, Kyōto kōtō kōgei gakkō) gegründet. Sie war die drittälteste der japanischen staatlichen technischen Fachschulen nach Tokio und Ōsaka. Sie hatte zuerst drei Abteilungen für Färberei, Weberei und Produktdesign. 1929 gründete sie die Abteilung für Keramik, und 1930 zog sie in den heutigen Matsugasaki-Campus um. 1944 wurde sie in Technikum Kyōto umbenannt. Das 1930 gebaute Hauptgebäude bleibt noch heute im Matsugasaki-Campus.

### Faserfachschule Kyōto
Die Faserfachschule Kyōto wurde 1899 als Lehranstalt für Seidenbau Kyōto (京都蚕業講習所, Kyōto sangyō kōshū-jo) gegründet. Ishiwata Shigetane (石渡 繁胤), der 1901 Bacillus sotto (Bacillus thuringiensis) fand, war damals Techniker an der Lehranstalt. 1914 wurde sie in Höhere Seidenbauschule Kyōto (京都高等蚕業学校, Kyōto kōtō sangyō gakkō) umbenannt. 1931 gründete sie die Abteilung für Spinnerei und benannte sich in Höhere Schule für Seidenbau und Spinnerei Kyōto (京都高等蚕糸学校, Kyōto kōto sanshi gakkō). 1944 wurde sie in Faserfachschule Kyōto weiter umbenannt. Sie war, neben Tokio und Ueda, eine der drei staatlichen Faserfachschulen in Japan.

## Fakultäten

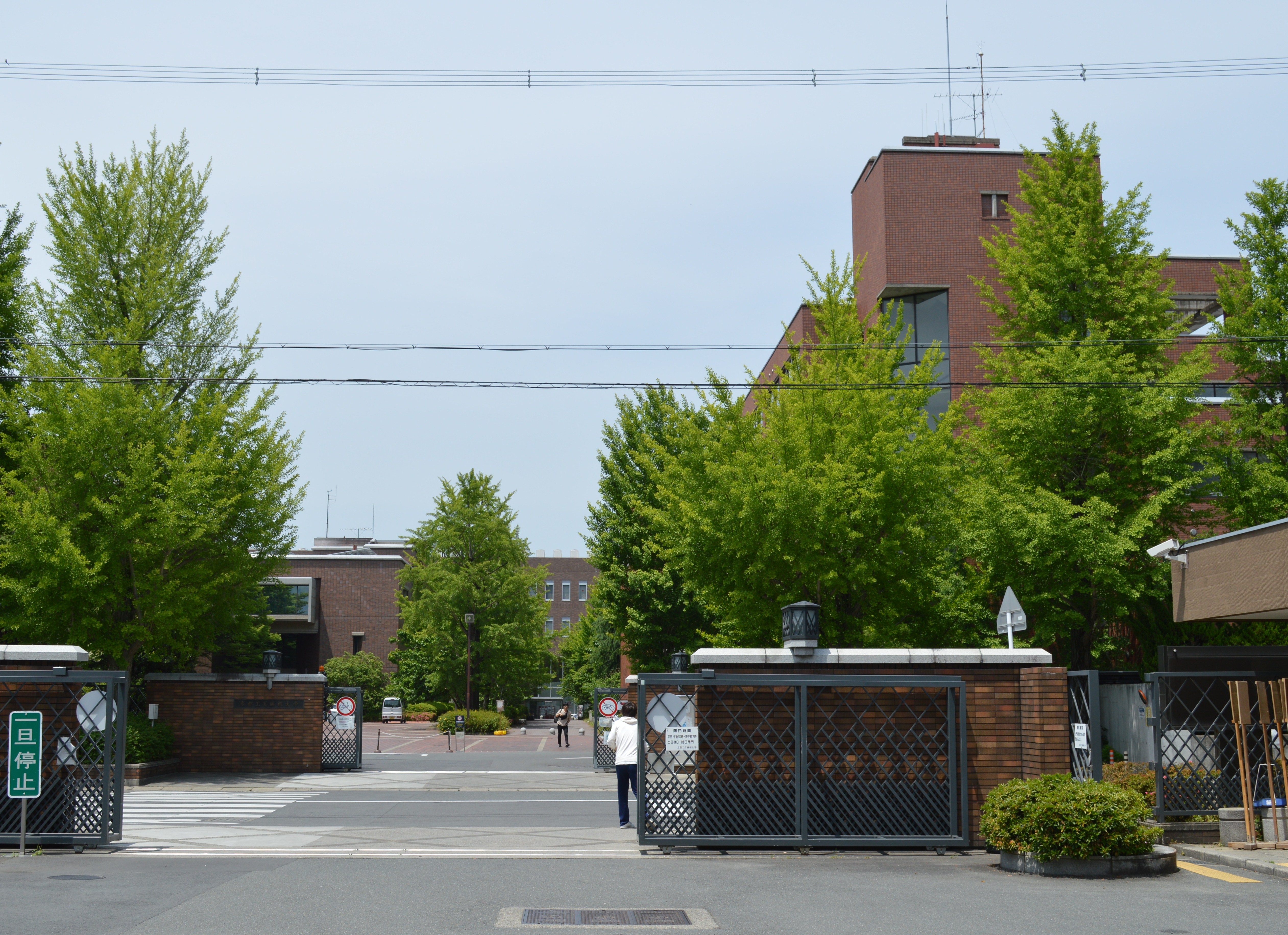
Matsugasaki-Campus

Sie hat eine Fakultät, die aus neun Studiengängen besteht (Mai 2009).
- Fakultät für Technik, Gestaltung und Naturwissenschaften
  - Angewandte Biologie
  - Biomolecular Engineering
  - Macromolecular Science and Engineering
  - Chemie und Materialwissenschaft
  - Elektronik
  - Informatik
  - Maschinenlehre und Systems Engineering
  - Design und Wirtschaftsingenieur
  - Architektur und Design